# Liste der Bodendenkmale in Hettstedt
In der Liste der Bodendenkmale in Hettstedt sind alle Bodendenkmale der Stadt Hettstedt und ihrer Ortsteile aufgelistet. Grundlage ist die Veröffentlichung der Landesdenkmalliste mit Stand vom 25. Februar 2016. Die Baudenkmale sind in der Liste der Kulturdenkmale in Hettstedt aufgeführt.
| Denkmal-ID | Fundart             | Ortsteil  | Bezeichnung                | Zeitstellung | Lage                              | Bemerkungen                                                     | Bild |
| ---------- | ------------------- | --------- | -------------------------- | ------------ | --------------------------------- | --------------------------------------------------------------- | ---- |
| 428300600  | Grabmal > Grabhügel | Burgörner | Grabhügel „Weinberg“       | undatiert    | 0,2 km nördlich vom Ort (Lage)    |                                                                 |      |
| 428300599  | Befestigung > Burg  | Burgörner | Spornburg „Kirchberg“      | Mittelalter  | östlich über dem Ort (Lage)       | durch modernen Friedhof gestört, Ruinenreste an der Südwestecke |      |
| 428300609  | besonderer Stein    | Hettstedt | Menhir „Verworrener Stein“ | undatiert    | 2,0 km nordöstlich vom Ort (Lage) | aufrecht stehende große Steinplatte                             |      |
| 428300625  | Befestigung > Burg  | Walbeck   | Talrandburg „Schlossberg“  | undatiert    | 0,5 km nordöstlich vom Ort (Lage) | Fläche gehörte früher zum Plantagenbetrieb (Planteurhaus).      |      |